# Gregorio Ferri
Pour les articles homonymes, voir Ferri.
Gregorio Ferri, né le 8 juin 1997 à Bologne, est un coureur cycliste italien.

## Biographie
Gregorio Ferri est originaire de Bologne, en Émilie-Romagne. Il commence le cyclisme le cyclisme à l'âge de sept ans au sein de l'Unione Sportiva Calcara.
En 2016, il fait ses débuts espoirs au sein de l'équipe General Store Bottoli Zardini. Deux ans plus tard, il s'impose sur le Grand Prix Industrie del Marmo, course UCI réservée aux cyclistes de moins de 23 ans,.
Lors de la saison 2019, il s'illustre au sprint chez les amateurs italiens en obtenant quatre victoires et de nombreuses places d'honneur. Il brille également au niveau continental en terminant notamment deuxième et quatrième d'étapes au Tour d'Italie espoirs. Avec sa sélection nationale, il termine quatorzième des championnats d'Europe espoirs, après avoir replacé dans le dernier kilomètre son leader Alberto Dainese, vainqueur à l'arrivée.
En 2020, il est la dernière recrue de l'équipe Beltrami TSA-Marchiol, qui monte au niveau continental. Après une participation à l'Étoile de Bessèges, il est diagnostiqué d'une mononucléose en février, avant que la saison se soit interrompue en raison de la pandémie de Covid-19. Il reprend ensuite la compétition à partir du mois d'aout, mais ne termine aucune course.

## Palmarès
- 2016
  - 3e du Circuito Molinese
- 2017
  - 2e de la Coppa 1° Maggio
  - 3e de l'Alta Padovana Tour
  - 3e de la Coppa Città di Bozzolo
- 2018
  - Grand Prix Industrie del Marmo
  - 2e du Circuito Guazzorese
  - 3e de Vicence-Bionde
  - 3e de la Targa Libero Ferrario
  - 3e du championnat d'Italie du contre-la-montre par équipes espoirs[7]
- 2019
  - Coppa Caduti Nervianesi
  - Gran Premio Montanino
  - Trofeo Giardino della Serenissima
  - Circuito Guazzorese
  - 2e de Milan-Busseto
  - 2e de la Coppa Lanciotto Ballerini
  - 2e de Pistoia-Fiorano
  - 2e de la Coppa San Vito
  - 3e du Mémorial Polese
  - 3e de Vicence-Bionde
- 2021
  - 2e du Gran Premio dell'Industria di Civitanova Marche
  - 2e du Circuit de Cesa
  - 2e de la Coppa Fiera di Signa
  - 3e de l'Anniversario Antonio Placci

## Classements mondiaux
| Année           | 2018 |
| --------------- | ---- |
| UCI Europe Tour | 988e |